# Mewtwo
Mewtwo is een legendarische Pokémon die in verscheidene films en ook eens in de televisieserie voorkomt. Hij werd gezien als de krachtigste van alle Pokémon en hij probeerde de wereld te veroveren uit wraak op de mensheid en de andere Pokémon. 
Mewtwo is een Psychic-type, dat wil zeggen dat hij telekinetische en telepathische gaven heeft: hij kan dingen laten bewegen met zijn geest, gedachten controleren en gedachten lezen.

## Het verhaal
Mewtwo is niet uit een ei geboren, zoals de andere Pokémon. Hij is gekloond uit het DNA van een oeroude Pokémon genaamd Mew, waarvan men dacht dat deze uitgestorven was. De naam Mewtwo verwijst daar ook naar. De legende van Mew vertelt over een ongelofelijk sterke Pokémon die sterker was dan alle andere. Giovanni is de baas van Team Rocket: een kwaadaardige criminele organisatie die heerschappij wil door middel van Pokémon. Hij organiseerde een archeologische zoektocht naar overblijfselen van Mew. Hiermee kon een wetenschapper, genaamd Blaine, die gespecialiseerd was in klonen een nieuwe pokémon klonen, die nog sterker was dan Mew. Met deze super-Pokémon zou de wereld in de handen van Giovanni (aka the Boss) vallen.
Wanneer Mewtwo gecreëerd is, leert hij over het leven, de Pokémon en de mensen, van de geest van het overleden dochtertje van de wetenschapper (hij is telepathisch begaafd, dus zo communiceert hij met haar). Maar, in het midden van hun samenzijn worden ze brutaal uit elkaar gehaald door een fout in de theorie van de wetenschapper: enkel iemand zo sterk als Mew zou het kloonproces kunnen overleven. Dus het meisje en de andere specimens sterven en Mewtwo blijft alleen achter. Hij wordt razend en begrijpt niet waarom het leven zo vergankelijk is en waarom zijn vrienden weg moesten. De wetenschapper gebruikt onmiddellijk een dosis krachtige chemicaliën om deze herinneringen uit Mewtwo's hoofd te bannen. Voor zijn eigen veiligheid en die van de wereld. Deze herinneringen zijn misschien wel weg, maar de leegte in zijn hoofd blijft en wanneer hij ontwaakt uit zijn lange slaap zoekt zijn geest antwoorden. Dezelfde antwoorden die met zijn herinneringen mee verwijderd zijn.
Bij zijn ontwaken lopen de wetenschappers in het rond om elkaar te feliciteren en Giovanni te informeren. De leider van het project (hierboven als 'de wetenschapper' omschreven) vertelt Mewtwo dat hij een creatie is van de mens, een onderzoeksproject. De leider zegt tegen zijn assistenten dat ze de volgende serie proeven moeten voorbereiden. Dit is wel het laatste dat Mewtwo wil: een leven in het lab. De wetenschappers proberen nog om hem te bedwingen, maar Mewtwo vernietigt het lab en alles erin (wetenschappers incluis).
Na de vernietiging van het lab gaat Mewtwo mee met de leider van Team Rocket, Giovanni. Deze belooft hem immers te trainen en hem niet als een voorwerp, een onderzoeksobject te beschouwen. Hij zei tegen Mewtwo dat hij hem zelfs antwoorden zal verschaffen wat zijn levensdoel betreft. Na enkele weken training is Mewtwo ontzagwekkend sterk en binnen in de basis van Team Rocket legt Giovanni Mewtwo zijn lot uit: om zijn maker te dienen: Giovanni. Vechten voor Team Rocket is zijn lot.
Natuurlijk gelooft Mewtwo dit niet en vernietigt de basis van Team Rocket (Giovanni overleeft) en bouwt zijn eigen laboratorium op het eiland waar hij geschapen is: New Island. Hier schept hij een leger gekloonde Pokémon en daagt alle andere, natuurlijke, Pokémon uit om tegen hem te komen vechten. Mewtwo bevecht zo Ash, Pikachu en de andere personages en net als hij op het punt staat te winnen, duikt Mew, de legendarische Pokémon, op. Mewtwo bevecht hem om uit te vinden wie de sterkste is, maar geen van de 2 wint echter omdat Ash, in een poging het vechten te stoppen, dood gaat. De Pokémon die elkaar bevechten, barsten in tranen uit en deze tranen, die volgens de legende helende kracht hebben, genezen Ash. Mewtwo is aangedaan door de onzelfzuchtigheid van de jongen en stopt het vechten. Hij vertrekt met zijn gekloonde Pokémon naar Johto, waar ze in vrede willen leven, ver weg van de mensen. Zijn laatste daad is het wissen van het geheugen van de Pokémon en mensen die die dag strijd geleverd hebben. Wanneer niemand meer weet waar ze heen zijn gegaan of dat ze zelfs bestonden, dan zijn ze veilig.
In de film "De terugkeer van Mewtwo" zien we Mewtwo terug die nog steeds vele vragen heeft over de wereld. Hij heeft een pessimistische kijk op het leven. Hij woont op Mount Quena samen met zijn gekloonde Pokémon. Iedereen behalve Giovanni is hem vergeten. Een elite van Team Rocket genaamd Domino vindt Mewtwo en de andere Pokémon. Giovanni zet een heel leger in om Mewtwo te vangen. Hij bouwt twee machines die Mewtwo's wil moeten breken. Mewtwo gaat het gevecht aan om zijn gekloonde vrienden te beschermen. Mewtwo is zwaargewond. Ash en Pikachu brengen Mewtwo naar de bron van de rivier van Mount Quena. Dat water heeft een bijzonder helend effect op Pokémon. Mewtwo beseft dat hetzelfde helende effect op hem heeft net zoals alle andere Pokémon waardoor hij accepteert dat hij ook in de wereld thuis hoort. Met hernieuwde krachten verplaatst Mewtwo het meer ondergronds. Hij wist het geheugen van Giovanni en Team Rocket maar niet die van Ash, Pikachu en de anderen. Hij stuurt zijn gekloonde Pokémon de wijde wereld in om erin te leven. Hijzelf zou in een grote stad rondzwerven maar enkel 's nachts in het licht van de maan.

## Films
- Pokémon de film: Mewtwo tegen Mew is de eerste animatiefilm van Pokémon met Mewtwo.
- Pokémon: De Terugkeer van Mewtwo is een vervolg op het verhaal van de eerste Pokémonfilm.
- Pokémon: Detective Pikachu is de eerste live-action film van Pokémon en is gebaseerd op het gelijknamige spel Detective Pikachu.

## Ruilkaartenspel
Er bestaan tien standaard Mewtwo-kaarten, waarvan drie enkel in Japan uitgebracht zijn. Ook bestaat er één Mewtwo Stikes Back (enkel in Japan), Rocket's Mewtwo, Great Rocket's Mewtwo (enkel in Japan), Shining Mewtwo, Mewtwo ex, Rocket Mewtwo ex, Mewtwo ☆, Striking Back Mewtwo (enkel in Japan), Mewtwo LV.X en Mewtwo-EX kaart. Al deze hebben het type Psychic als element. Verder bestaan er nog twee Mewtwo δ-kaarten, met types Fire/Metal en Electric.

### Mewtwo (Pokémon Rumble 9)
Mewtwo (Japans: ミュウツー Mewtwo) is een Psychic-type Basis Pokémonkaart. Het maakt deel uit van de Pokémon Rumble-expansie. Hij heeft een HP van 100 en kent de aanval Super Psy Bolt.

### Mewtwo ex (EX Ruby & Sapphire 101)
Mewtwo ex (Japans: ミュウツー ex Mewtwo ex) is een Psychic-type Basis Pokémonkaart. Het maakt deel uit van de EX Ruby & Sapphire-set. Hij heeft een HP van 100 en kent de aanvallen Energy Absorption en Psyburn.